# Tréminis
Tréminis település Franciaországban, Isère megyében. Lakosainak száma 201 fő (2022. január 1.). Tréminis Dévoluy, Lus-la-Croix-Haute, Lalley, Pellafol, Prébois és Saint-Baudille-et-Pipet községekkel határos.

## Népesség
A település népessége az elmúlt években az alábbi módon változott:
| Lakosok száma | 260  | 191  | 173  | 164  | 179  | 180  | 178  | 177  | 185  | 201  |
|               | 1968 | 1982 | 1990 | 2006 | 2013 | 2015 | 2017 | 2019 | 2020 | 2022 |